# Бад Дюркхайм
Бад Дюркхайм (на немски: Bad Dürkheim) е град в югозападната част на Германия, във федералната провинция Рейнланд-Пфалц. Населението му е 18 469 жители (по приблизителна оценка от декември 2017 г.).
Разположен е на Пътя на виното по източните сколонове на планината Пфелцервалд и Горнорейнската долина. Градът е част от Метрополен регион Рейн-Некар. Бад Дюркхайм е център на виненото производство, балнеоложки център и богат на история град.
Намира се на 30 km от Кайзерслаутерн, 20 km от Манхайм и 15 km от Нойщат ан дер Вайнщрасе.
Градът е известен и с най-големия празник на виното – „Вурстмаркт“, посещаван от над 1 милион гости всяка есен.
- Руините на Манастира „Лимбург“
- Солената стена
- Голямото Буре на Бад Дюркхайм